# 駒都英二
駒都英二（こまつえーじ）是一位日本插畫家、原畫家，亦以筆名（CO2A）進行同人活動。神奈川県出身

## 畫風
駒都擅長繪畫MS少女等兵器娘，而每個角色均有對少女和兵器的詳細設定解說。
此外，駒都畫中的女生常常都是穿著很短的裙子，擺出容易走光的姿勢，而且暴露大腿甚至是臀部，卻沒有走光，或沒有繪畫內褲。結果引起網路上對其繪畫的角色是否有穿內褲的激烈討論。部分華語地區的網民則把其畫風戲稱為「薛丁格的內褲」（源自薛丁格貓）。

## 作品列表
駒都英二名義
- 愛的魔法（插畫）
- 伊里野的天空、UFO的夏天（插畫）
- 南方之島·夢境之中（插畫）
- 發明工坊（角色設定）
- 星之夢（人物設定、原畫）
- 發明工坊2（角色設定、CG監修）
- 部落格妖精Cocolo（角色設定、原畫）
- 超級機器人學園（角色設定）
- 絕境行星（插畫）
- 青春紀行（插畫）
- 發明工坊3（角色設定）

CO2A名義
- 《POWDER SNOW》（角色設定、原畫）
- 《H ～終會到達的地方～》（H ～いつかたどりつけた場所～）（角色設定、原畫）
- 《小魔女 a la mode》（魔女っ娘ア・ラ・モード）（角色設定、原畫）
- 《21 -TwoOne-》（角色設定、原畫）
- 《旋風管家 交換卡片遊戲》（插畫）

畫集
- 《駒都英二畫集@工畫堂工作室》（駒都えーじ画集@工画堂スタジオ）
收錄發明工坊Ⅰ、Ⅱ範圍，包括OVA、機械設定等插圖。

### 書籍
著者不明、「駒都英二」、久保田賢二編《ILLUSTRATION 2013》 Sotec 2013年，90 - 91頁。ISBN 978-4-88166-888-7。

## 外部連結
- （日語）Passing Rim （页面存档备份，存于）